# 테크노라티

테크노라티(Technorati)는 블로그를 전문적으로 검색하는 검색 엔진이다.
2003년 7월, 데이브 시프리(Dave Sifry)에 의해 설립되었다. 본사는 미국 캘리포니아주의 샌프란시스코에 두고 있다.
테크노라티 웹사이트에 접속하면 메인 페이지에 기본적인 포스트, 태그 등의 검색 기능 이외에도 가장 많이 검색한 키워드, 인기있는 태그, 추천 블로거 등을 보여준다. 그 외에도 즐겨찾기, 주시(Watchlist) 기능 같은 사용자의 편의를 위한 기능도 제공하고 있다.
또한 테크노라티는 오픈 소스 소프트웨어를 사용하고 기여하고 있다. 테크노라티는 오픈 소스류 출신으로 이루어진 개발자 커뮤니티를 두고 있으며, 공개 개발자 위키도 있다.
한때 일본의 벤처 캐피탈 기업 디지털 개러지와 함께 일본에 법인을 설립하며 일본어 서비스(technorati.jp)도 운영했지만 2009년 10월 23일부로 서비스를 종료했다.

## 같이 보기
- 포크소노미
- 소셜 북마크
- 태그 (정보)
- 크라우드소싱
- 웹 2.0